# Carcinus maenas
Carcinus maenas (лат.) — вид крабов из семейства Carcinidae. Родом с северо-востока Атлантического океана и Балтийского моря; колонизировал схожие среды в Австралии, Южной Африке, Южной Америке и атлантические и тихоокеанские прибрежные участки Северной Америки.

## Описание
Взрослые крабы до 60 мм длиной и до 90 мм шириной. Окраска крабов сильно варьирует, они могут быть коричневыми, серыми или красными. Эта изменчивость в частности зависит от среды обитания. Обычно крабы, которые задерживают линьку, становятся зелёными, редко красными. Особи красного цвета — более агрессивные и сильные, но менее устойчивы к влияниям внешней среды, к таким, как низкая солёность и гипоксия.
В отличие от других крабов-плавунцов, представители этого вида плавают плохо и используют заднюю пару ног для того, чтобы закапываться в песок при отливе.

## Синонимы
В синонимику вида входят следующие биномены:
- Cancer maena Linnaeus, 1758
- Monoculus taurus Slabber, 1778
- Cancer granarius Herbst, 1783
- Cancer viridis Herbst, 1783
- Cancer pygmaeus Fabricius, 1787
- Cancer rhomboidalis Montagu, 1804
- Cancer granulatus Nicholls, 1943
- Megalopa montagui Leach, 1817
- Portunus menoides Rafinesque-Schmaltz, 1817
- Portunus carcinoides Kinahan, 1857